# عناد جابر
عناد جابر هو شاعر فلسطيني.

## سيرة
ولد جابر في العام 1950 في قرية كفرياسيف في الجليل. تخرج في جامعة حيفا. عمل مدرّسا ومديرا لمدرستين ثانويتين. ومديرا لمركز ثقافي في بلدته، ومارس مهنة تدريب كرة القدم فترة طويلة. - حاز جائزة الإبداع في الشعر عام 2012، وهو عضو إدارة اتحاد الأدباء القطري-  الكرمل 48، ومدير جمعية «منتدى الكلمة» للكتاب والشعراء.

## مؤلفاته
أصدر جابر ستة دواوين شعرية هي:
- ربما في الرحلة القادمة  (1995)
- نقوش على وجه الضباب (2000)
- عواصف الحنين (2011)
- على بساط الروح (2015)
- وكفرت بالصحراء (2017)
- ما ضاع حلمك (2020)

## وصلة خارجية
- إبداع تكرمُ الشاعر عناد جابر